# SIM (điện thoại)

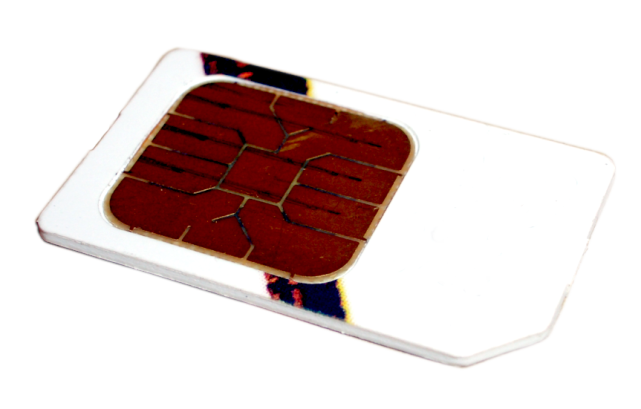
Một thẻ SIM đang sử dụng

SIM (viết tắt của Subscriber Identity Module, tạm dịch: module nhận dạng chủ thuê bao) là một mạch tích hợp IC có khả năng lưu trữ an toàn thông tin người đăng ký thuê bao quốc tế (International Mobile Subscriber Identity IMSI) bao gồm số thuê bao, và các thông tin liên quan để xác định và chứng thực người chủ thuê bao trên thiết bị di động. Ngoài ra, nhiều thẻ SIM cũng có khả năng lưu trữ thêm những thông tin liên lạc. SIM luôn được sử dụng trong các điện thoại sử dụng công nghệ GSM; đối với các điện thoại dùng công nghệ CDMA chỉ cần thêm các tai nghe hỗ trợ LTE. Thẻ SIM cũng được sử dụng trong các điện thoại vệ tinh, đồng hồ thông minh, máy tính hoặc cả camera.
Một thuê bao di động bao gồm thiết bị di động đầu cuối và một thẻ SIM. Nhờ có SIM mà người dùng có thể thay đổi ĐTDĐ dễ dàng, không cần đến sự hỗ trợ của nhà cung cấp dịch vụ di động.
Thẻ SIM có bốn loại kích thước: loại lớn (1FF), loại nhỏ (2FF), loại micro (3FF), loại nano (4-FF). ID-1 SIM có kích thước bằng chiếc thẻ tín dụng, xuất hiện ở thời kỳ đầu khi mạng di động mới ra đời, dùng với các máy di động đời cũ. Còn Plug-in SIM là loại mà ngày nay ta thường dùng.
Ngoài chức năng chính là nhận dạng thuê bao di động (đặc trưng bởi số IMSI – International Mobile Subscriber Identity), SIM còn chứa các dữ liệu khác của thuê bao như các mã số PIN, PIN2, PUK, PUK2, số của trung tâm dịch vụ nhắn tin SMS, danh bạ điện thoại… Các loại SIM đời cũ lưu được 125 số điện thoại, SIM thông thường cho phép lưu đến 250 số điện thoại, Super SIM có thể lưu 750 số điện thoại.

## Lịch sử
Thế hệ SIM đầu tiên - full-size SIM (1FF) - được sản xuất và đưa vào sử dụng vào năm 1991.

## Tại Việt Nam
Ở Việt Nam hiện tại có 5 mạng sử dụng công nghệ này Mobifone, Vinaphone, Viettel, Vietnamobile và Gtel.
Mạng di động dùng công nghệ WCDMA (Wideband CDMA) cũng dùng thẻ SIM ở Việt Nam hiện nay đó là S-Fone, mạng này đều có 2 hình thức sử dụng là trực tiếp máy, và thẻ sim.